# Гатная Слободка
Га́тная Слободка (бел. Гатная Слабодка) — деревня в составе Сластёновского сельсовета Чаусского района Могилёвской области Республики Беларусь.

## Население
- 2010 год — 11 человек